# Pharcidodes suturalis
Pharcidodes suturalis là một loài bọ cánh cứng trong họ Cerambycidae.